# Chlumec nad Cidlinou
Chlumec nad Cidlinou (tysk: Chlumetz an der Zidlina) er en by med 5.592 (2024) indbyggere i den centrale del af Tjekkiet.
Byen ligger i den historisk region Bøhmen, i den administrative region Hradec Králové, og 25 km vest for byen Hradec Králové hvor floderne Cidlina og Bystřice løber sammen.

## Ekstern henvisning
- Wikimedia Commons har flere filer relateret til Chlumec nad Cidlinou
- Officiel hjemmeside
- Virtual show

1. ↑  Navnet er anført på engelsk og stammer fra Wikidata hvor navnet endnu ikke findes på dansk.
2. ↑  www.chlumecnc.cz, hentet 4. januar 2024 (fra Wikidata).